# Kenneth Hunt
Kenneth Reginald Gunnery Hunt (né le 24 février 1884 à Oxford en Angleterre du Sud-Est, et mort le 28 avril 1949) est un joueur de football international anglais, qui évoluait au poste de milieu de terrain.
Après sa carrière dans le football, Hunt devient membre du clergé anglican en tant que diacre.

## Biographie

### Carrière en sélection
Avec l'équipe d'Angleterre, il joue deux matchs (pour aucun but inscrit) en 1911. 
Il figure notamment dans le groupe des sélectionnés lors des Jeux olympiques de 1908 et de 1920, et ce avec l'équipe de Grande-Bretagne olympique.

## Palmarès
| Wolverhampton - Coupe d'Angleterre (1) : - Vainqueur : 1907-08. |  | Grande-Bretagne olympique - Jeux olympiques (1) : - Or : 1908. |